# The Collector of Bedford Street
The Collector of Bedford Street ist ein US-amerikanischer Dokumentarfilm aus dem Jahr 2002.

## Handlung
Der Film stellt den geistig behinderten Larry Selman vor. Der 50-Jährige sammelt auf der Bedford Street im östlichen Manhattan Geld für wohltätige Zwecke und stellt so jährlich einige tausend Dollar zur Verfügung.

## Auszeichnungen
Der Film gewann acht Preise und wurde einmal nominiert:
2003 wurde der Film in der Kategorie Bester Dokumentar-Kurzfilm für den Oscar nominiert.
Beim Aspen Shortsfest gewann er den Zuschauerpreis, den Horizon Award und den Preis der Jury. Beim Florida Film Festival bekam er den Zuschauerpreis und den Florida Forever Filmmaker Award verliehen. Weitere Preise waren das Crystal Heart beim Heartland Film Festival, der Jurorenpreis beim Big Bear Lake International Film Festival und der Familienpreis beim USA Film Festival.

## Hintergrund
Der Film hatte seine Premiere am 1. Juni 2002 beim Atlanta Film and Video Festival.